# Capra (banda)
Capra fue un grupo musical estadounidense, compuesto por Michael Johnson, Jeffrey Laliberte, Kelly Blatz (estrella de la serie Aaron Stone de Disney XD), Paul Laliberte y Shelby Archer. Desde julio de 2009 la banda está firmada con el sello discográfico de Hollywood Records. En el año 2011 confirmaron su separación, por motivos de diferencias artísticas. Actualmente, Michael Johnson, Jeffrey Laliberte, Paul Laliberte y Shelby Archer componen la banda 
NeW bEAt FUNd.

## Miembros
- Kelly Blatz – Voz principal
- Paul Laliberte – Bajo y coros
- Shelby Archer – Guitarra y coros
- Michael Johnson – Batería
- Jeffrey Laliberte – Guitarra y coros

## Sencillos
- "Low Day" (2009) para Skyrunners.
- "Gypsy Jones"
- "Gobernment Child - (Live Only!)"

Capra interpretó el sencillo "Gobernment Child" en vivo como parte de la beneficencia para Musicians Give Back en el club Green Door, Hollywood, el 16 de diciembre del 2008.
- "If I Was"(2011)

Esta canción cuenta con Jessica Sutta en el video.

## Álbum
- "Gypsy Jones" (2007)

## En los medios
- Low Day fue usada para un comercial en la TV de Expedia.
- Low Day es usada en Skyrunners.
- Low Day es usada en un comercial para una nueva serie de Cartoon Network llamada 'Adventure Time: With Finn and Jake'.